# Си Гирт (Њу Џерзи)
Си Гирт (енгл. Sea Girt) град је у америчкој савезној држави Њу Џерзи.

## Демографија
По попису из 2010. године број становника је 1.828, што је 320 (-14,9%) становника мање него 2000. године.
| Група             | 2000.         | 2010.         |
| Белци             | 2.107 (98,1%) | 1.786 (97,7%) |
| Афроамериканци    | 2 (0,1%)      | 0 (0,0%)      |
| Азијати           | 6 (0,3%)      | 4 (0,2%)      |
| Хиспаноамериканци | 30 (1,4%)     | 30 (1,6%)     |
| Укупно            | 2.148         | 1.828         |